# Eulioptera disparidens
Eulioptera disparidens är en insektsart som beskrevs av David R. Ragge 1980. Eulioptera disparidens ingår i släktet Eulioptera och familjen vårtbitare. Inga underarter finns listade i Catalogue of Life.